# Gondelim
Gondelim é uma aldeia da freguesia de Penacova, no distrito de Coimbra, na região do Centro. Em 2018, havia cerca de 250 habitantes. Em 4 de abril do mesmo ano, uma instalação de material pirotécnico situada próximo a capela da aldeia explodiu e causou uma morte.